# Blabomma oregonense
Blabomma oregonense is een spinnensoort uit de familie van de waterspinnen (Cybaeidae).
De wetenschappelijke naam van de soort werd in 1937 gepubliceerd door Ralph Vary Chamberlin & Wilton Ivie.